# Palijiwka (przystanek kolejowy)
Palijiwka (ukr. Паліївка) – przystanek kolejowy pomiędzy miejscowościami Myrne i Zatoki, w rejonie żmeryńskim, w obwodzie winnickim, na Ukrainie. Położony jest na linii Żmerynka – Mohylów Podolski – Ocnița.